# Fenetilmercaptano
Fenetil mercaptano é o composto orgânico aromático de fórmula C8H10S, de massa molecular 138,230. É classificado com o número CAS 4410-99-5. Possui como sinônimos 2-feniletanotiol, β-feniletil mercaptano, 2-feniletil mercaptano, benzenoetanotiol, feniletiltiol ou 2-feniletiltiol.
Apresenta ponto de ebulição de 217-218 °C e densidade de 1,032 g/mL a 25 °C.
É o homólogo do etilbenzeno do benzil mercaptano